# German Flatts, New York
German Flatts' je mesto v okrožju Herkimer, New York, Združene države. Leta 2020 je imelo 12.263 prebivalcev, kar je manj od 13.258 prebivalcev leta 2010.
Mesto je v južnem delu okrožja Herkimer, na južni strani reke Mohawk, nasproti vasi Herkimer. Mesto vključuje vasi Ilion in Mohawk.

## Napad na German Flatts
Kraj je bil prizorišče spopada med ameriško revolucijo leta 1778.